# Fathoms Deep
Fathoms Deep es el tercer álbum de estudio de la cantautora británica Linda Lewis. Fue publicado en noviembre de 1973 a través de Raff Records.

## Recepción de la crítica
Un escritor no especificado de la revista Record World comentó: “Una deliciosa mezcla de folk, r&b y música antillana proviene de Linda Lewis, una joven británica de gran talento y considerable encanto. Linda, que suena como una Joni Mitchell funky, revela súper habilidades para escribir y cantar en el corte que da nombre al álbum, «I'm In Love Again», »Kingman Tinman» y «Goodbye Joanna». Un álbum maravillosamente íntimo”. Un escritor no especificado de la revista Cash Box declaró: “El segundo álbum de Linda es una delicia desde la conmovedora canción que da nombre al álbum en la parte superior de la primera cara hasta el pequeño e inquietante corte, «Moles» al final del LP. La facilidad de Linda para componer y cantar queda patente en «I'm in Love Again», «Play Around», «On the Stage», «Kingman Tinman», «Lullabye» y especialmente en «Red Light Ladies». Con una de las voces más singulares de cualquier cantante, Linda está con toda su fuerza en «Goodbye Joanna», una excelente canción que destaca su convincente capacidad para comunicar emociones musicalmente. Este LP, que promete más brillantez por venir, es provocativo”.
Un escritor no especificado de la revista Billboard escribió: “Un conjunto maravilloso de esta estilista de canciones con voz de niña. La Sra. Lewis se beneficia de su propio material, la mayor parte del cual consiste en cuentos entretenidos como el caprichoso «If I Could» y el sexy y feliz «Play Around». La música es difícil de categorizar y podría ser rock o MOR y la combinación de producción de la Sra. Lewis y Jim Cregan es magnífica”. Un escritor no especificado de la revista Record & Radio Mirror declaró: ”Es un álbum bastante funky al que le falta el toque que debería tener. Sin embargo, la simplicidad del contenido y el increíble rango de voz de las canciones infantiles de Linda hacen que Fathoms Deep sea placentero para el oído”.

## Lista de canciones
Todas las canciones escritas y compuestas por Linda Lewis, excepto donde esta anotado. 
| Lado uno |                                    |          |  |
| N.º      | Título                             | Duración |  |
| 1.       | «Fathoms Deep» (Lewis, Jim Cregan) | 3:53     |  |
| 2.       | «I'm in Love Again»                | 3:47     |  |
| 3.       | «Red Light Ladies»                 | 2:24     |  |
| 4.       | «If I Could»                       | 3:06     |  |
| 5.       | «Kingman-Tinman»                   | 3:16     |  |
| 6.       | «Lullabye»                         | 2:51     |  |

| Lado dos |                  |          |  |
| N.º      | Título           | Duración |  |
| 1.       | «Play Around»    | 3:10     |  |
| 2.       | «Wise Eyes»      | 2:46     |  |
| 3.       | «Guffer»         | 4:24     |  |
| 4.       | «Goodbye Joanna» | 3:08     |  |
| 5.       | «On the Stage»   | 3:42     |  |
| 6.       | «Moles»          | 1:41     |  |